# Battaglione trasmissioni "Gardena"
Il Battaglione trasmissioni "Gardena" è un reparto dell'Esercito Italiano alle dipendenze del 2º Reggimento trasmissioni alpino con sede a Bolzano.

## Storia
Il Battaglione trasmissioni "Gardena" trae origini dal IV Battaglione collegamenti (motto: Ad ogni costo) costituito il 20 agosto 1951 a Bolzano nella Caserma "Vittorio Veneto" a supporto del IV Comando Militare Territoriale articolato su tre compagnie, che ereditava le tradizioni di due reparti che avevano operato nel corso della seconda guerra mondiale: il IV Battaglione Telegrafisti del 10º Reggimento genio ed il IV Battaglione collegamenti d’armata del 5º Reggimento genio.
Dal 5 febbraio 1952 il reparto assumeva la denominazione di IV Battaglione trasmissioni di corpo d’armata, operando, a partire dal 1º maggio 1952, a supporto del IV Corpo d'armata.
L'11 novembre 1963 il IV Battaglione fu trasferito nella caserma "Luigi Cadorna".
Il 1º gennaio 1969 la Compagnia esercizio, la 1ª e 2ª Compagnia costruzioni linee assunsero la denominazione di 1ª, 2ª e 3ª Compagnia trasmissioni e nel contempo venne costituito il plotone comando e servizi.
Il 1º ottobre 1975, in base a disposizioni dello SME, che prevedevano l'assegnazione di nominativi di passi montani ai battaglioni trasmissioni dell'Esercito di Campagna, il reparto ha assunto la denominazione di 4º Battaglione trasmissioni "Gardena", mantenendo invariata la sede. Nella stessa data, l'unità è stata resa depositaria delle tradizioni del 2º Reggimento radiotelegrafisti, è stato ad essa attribuito lo stemma araldico e le è stato assegnato il motto Sempre in più vasti spazi.
Il 21 gennaio 1976, sulla base delle disposizioni emanate dallo Stato maggiore dell'Esercito intese a conferire a tutti i reparti del 4º Corpo d'armata alpino le caratteristiche peculiari delle truppe alpine, al Battaglione è stato conferito il tradizionale "cappello alpino".
Il 21 marzo 1976 al 4º Battaglione trasmissioni Gardena è stata concessa la bandiera di guerra già appartenente al 2º Reggimento radiotelegrafisti delle cui tradizioni il Battaglione diviene così depositario spirituale.
In seguito al terremoto del Friuli, avvenuto il 6 maggio 1976, il Battaglione ha partecipato alle operazioni di soccorso alle popolazioni colpite dal sisma.
Il 1º maggio 1979 la 3ª Compagnia assume la denominazione di 4ª Compagnia con fisionomia di Compagnia radio, in osservanza dell'organigramma del 4º Battaglione trasmissioni “Gardena”, previsto dalle tabelle organiche, edizione 1976.
Il Battaglione è intervenuto in soccorso alle popolazioni delle regioni Campania e Basilicata colpite dal terremoto del 23 novembre 1980, il concorso proseguì fino al febbraio 1981.
Il 10 dicembre 1984 venne costituita la 3ª Compagnia trasmissioni con compiti operativi previsti da circolare dello Stato maggiore dell'Esercito.
Nel luglio 1985, in seguito alla frana di Stava, il Battaglione prese parte alle operazioni di soccorso alla popolazione.
Nel luglio 1987, in seguito all'alluvione che ha colpito la Valtellina, il Battaglione prese parte alle operazioni di soccorso alla popolazione.
Nel 1991 durante la guerra del Golfo, il Battaglione ha concorso nelle operazioni di difesa a obbiettivi civili nell'area di Bolzano.

### 2º Reggimento Trasmissioni
L'8 agosto 1992, a seguito del nuovo ordinamento, che ripristinava il livello reggimentale nell'Esercito Italiano l'unità venne trasformata in 2º Reggimento Trasmissioni, diventando depositario di tutte le tradizioni del 4º Battaglione trasmissioni "Gardena" e della 7ª Compagnia trasmissioni, dislocata a Bassano del Grappa ed erede del VII Battaglione Trasmissioni di Corpo d'armata del IV Corpo d'Armata Alpino, fino ad allora autonoma che assume, nel 1992, la denominazione di 2ª Compagnia Ponti Radio.
Il 10 febbraio 2000, in ottemperanza alla Circolare dello SME datata 20 gennaio 2000, il Reggimento è passato alle dipendenze dal Comando Truppe Alpine al Comando C4-IEW delle Forze Operative Terrestri. Il 1º agosto 2000, venne enucleata una Compagnia Trasmissioni in favore del Comando Truppe Alpine, e il 1º settembre 2000 il Reggimento assume la fisionomia organica di “Reggimento C4 – Supporto di Rete”.
Il 26 settembre 2001, in ottemperanza alla Circolare dello SME datata 14 maggio 2001, il Reggimento assume fisionomia organica di "Reggimento Trasmissioni di Proiezione" e con una struttura organica che contemplava la costituzione di un ulteriore battaglione articolato su due compagnie che prese il nome del disciolto 42º Battaglione trasmissioni "Pordoi" ("Extrema iungo praesidia") della Regione Militare Nord Est.
Il 20 dicembre 2004, in ottemperanza alla Circolare dello SME datata 14 ottobre 2004, il Reggimento assunse fisionomia organica di "Reggimento Trasmissioni di Supporto alla Manovra" e, contestualmente, venne costituita la 6ª Compagnia Trasmissioni alle dipendenze del Battaglione "Pordoi".
Il 1º aprile 2007, in ottemperanza alla Circolare dello SME datata 30 novembre 2006, viene costituito il Reparto alla Sede di tipo “A” della Caserma V. Veneto dipendente dal 2º Reggimento trasmissioni.

### 2º Reggimento trasmissioni alpino
Il 1º gennaio 2009, in ottemperanza alla Circolare dello SME datata 9 dicembre 2008, l'unità viene trasformata in 2º Reggimento trasmissioni alpino.
Con il decreto ministeriale n. 1015 in data 5 maggio 2010 al 2º Reggimento Trasmissioni Alpino è stata concessa la croce d'oro al merito dell'Esercito.

## Comandanti

### Comandanti del IV Battaglione Collegamenti poi Trasmissioni di Corpo d'armata
- Ten. Col. Sante PARADISO dal 01.12.1951 al 19.12.1952
- Ten. Col. Giovanni BONURA dal 20.12.1952 al 04.04.1954
- Ten. Col. Francesco SPECCHIA dal 05.04.1954 al 31.08.1955
- Magg. P. Attilio ROSINA dal 01.09.1955 al 15.09.1956
- Ten. Col. Giuseppe CALAMANI dal 17.12.1956 al 19.01.1958
- Ten. Col. Domenico MAZZOCCHI dal 01.03.1958 al 31.03.1959
- Ten. Col. Rodolfo WOLFSGRUBER dal 27.04.1959 all'11.06.1960
- Ten. Col. Antonio PAVAN dal 12.06.1960 al 14.05.1962
- Ten. Col. Tommaso MAGNO dal 15.05.1962 al 14.10.1964
- Ten. Col. Santino RAGALZI dal 15.10.1964 al 30.08.1966
- Ten. Col. Angelo SERRA dal 31.08.1966 al 29.09.1968
- Ten. Col. Giovanni CADURA dal 30.09.1968 al 30.09.1970
- Ten. Col. Roberto FURLANI dal 01.10.1970 al 12.12.1971
- Ten. Col. Antonio SCARAGGI dal 13.12.1971 al 30.08.1974

### Comandanti del 4º Battaglione trasmissioni "Gardena" del 4º Corpo d'armata Alpino
- Ten. Col. Luigi GRAZIANO dal 31.08.1974 all'11.08.1976
- Ten. Col. Fulvio FRASCA dal 12.08.1976 all'11.08.1977
- Ten. Col. Riccardo GANZ dal 12.08.1977 al 28.08.1978
- Ten. Col. Pasquale DE SALVIA dal 29.08.1978 al 10.07.1980
- Ten. Col. Sergio LAZZAZZERA dall'11.07.1980 al 12.07.1982
- Ten. Col. Antonio LEOCI dal 13.07.1982 al 31.08.1983
- Ten. Col. Giuseppe VALENTINI dal 01.09.1983 al 05.08.1985
- Ten. Col. Paolo CAROSELLA dal 06.08.1985 al 06.08.1986
- Ten. Col. Gianfranco CALABRI dal 07.08.1986 al 28.07.1989
- Ten. Col. Luigi PELLEGRINO dal 29.07.1989 al 31.08.1990
- Ten. Col. Flavio ZORDAN dal 01.09.1990 al 07.08.1992